# دوغلاس دوس سانتوس
دوغلاس دوس سانتوس (بالبرتغالية: Douglas dos Santos‏) (18 فبراير 1982 بكريسيوما في البرازيل - ) هو لاعب كرة قدم برازيلي في مركز الوسط. شارك مع منتخب البرازيل لكرة القدم. أما مع النوادي، فقد لعب مع تشايكور ريزه سبور وغريميو بورتو أليغرينزي ونادي الوصل ونادي ساو كايتانو ونادي فاسكو دا غاما ونادي كريسيوما ونادي كورينثيانز ونادي مونتي أزول.

## روابط خارجية
- دوغلاس دوس سانتوس على موقع الاتحاد الدولي (مؤرشف)  (الإنجليزية)
- دوغلاس دوس سانتوس على موقع قاعدة بيانات كرة القدم.إي يو (الإنجليزية)
- دوغلاس دوس سانتوس على موقع ناشيونال فوتبول تيمز (الإنجليزية)
- دوغلاس دوس سانتوس على موقع Soccerway.com (الإنجليزية)